# Stewart Innes
Stewart Gilbert Innes (Oxford, 20 de mayo de 1991) es un deportista británico que compitió en remo.
Ganó una medalla de bronce en el Campeonato Mundial de Remo de 2015 y dos medallas de plata en el Campeonato Europeo de Remo, en los años 2015 y 2016.
Participó en los Juegos Olímpicos de Río de Janeiro 2016, ocupando el cuarto lugar en la prueba de dos sin timonel.

## Palmarés internacional
| Campeonato Mundial | Campeonato Mundial     | Campeonato Mundial | Campeonato Mundial |
| Año                | Lugar                  | Medalla            | Prueba             |
| ------------------ | ---------------------- | ------------------ | ------------------ |
| 2015               | Aiguebelette (Francia) | Medalla de bronce  | Cuatro sin timonel |
| Campeonato Europeo |                        |                    |                    |
| Año                | Lugar                  | Medalla            | Prueba             |
| 2015               | Poznań (Polonia)       | Medalla de plata   | Ocho con timonel   |
| 2016               | Brandeburgo (Alemania) | Medalla de plata   | Dos sin timonel    |